# Ото I (Швабия)
Вижте пояснителната страница за други личности с името Ото I.
Ото I (на немски: Otto I; * 954; † 31 октомври 982, Лука) от династията Отони, е от 973 до 982 г. херцог на Швабия и от 976 до 982 г. херцог на Бавария.

## Живот
Той е единственият син на Лиудолф от Швабия († 957) и Ида, дъщеря на херцог Херман I от Швабия. Внук е по бащина линия на император Ото Велики и Едит Английска. Неговата сестра Матилда е от 971 г. игуменка на манастира в Есен.
През 982 г. той придружава Ото II в похода му в Италия. Одо е ранен на 13 юли 982 г. в Калабрия в битката при Кап Колона против сарацините. На връщане той умира на 31 октомври 982 г. в Лука. Погребан е в манастирската базилика Свети Петър и Александър в Ашафенбург, която е подпомагал.
Ото е граф в Реция и управлява собствения си манастир в Айнзиделн, Швейцария. В Есенския Дом се намира „Кръстът на Ото и Матилда“.